# Понтекорво, Бруно Максимович
Бру́но Макси́мович Понтеко́рво (итал. Bruno Pontecorvo; 22 августа 1913, Марина-ди-Пиза, Королевство Италия — 24 сентября 1993, Дубна, Московская область, Россия) — итальянский и советский физик-ядерщик, один из первых помощников Энрико Ферми и автор многочисленных исследований в области физики высоких энергий, особенно посвящённых нейтрино. Убеждённый коммунист, он бежал в Советский Союз в 1950 году, где продолжил исследования распада мюона и нейтрино. В его память в 1995 году была учреждена престижная премия Понтекорво.
Четвёртый из восьми детей в состоятельной еврейской семье, Понтекорво изучал физику в Римском университете Сапиенца под руководством Э. Ферми, став младшим из его ребят с улицы Панисперна. В 1934 году он участвовал в известном эксперименте Ферми, показавшем свойства медленных нейтронов, который проложил путь к открытию деления ядра. Переехал в Париж в 1936 году, где проводил исследования под руководством Ирен и Фредерика Жолио-Кюри. Под влиянием своего двоюродного брата Э. Серени присоединился к Итальянской коммунистической партии. Расовые законы итальянского фашистского режима 1938 года против евреев заставили членов его семьи покинуть Италию и уехать в Великобританию, Францию и Соединённые Штаты.
Когда немецкая армия приблизилась к Парижу во время Второй мировой войны, Понтекорво, его брат Джилло, двоюродный брат Э. Серени и С. Лурия бежали из города на велосипедах. В конце концов он добрался до Талсы, штат Оклахома, где применил свои знания ядерной физики для разведки нефти и полезных ископаемых. В 1943 году он присоединился к команде британского ядерного проекта Tube Alloys в Монреальской лаборатории в Канаде, которая стала частью Манхэттенского проекта по разработке первой атомной бомбы. В Chalk River Laboratories он работал над проектированием ядерного реактора ZEEP, первого реактора за пределами США, который вышел из строя в 1945 году, за ним последовал реактор NRX в 1947 году. Он также изучал космические лучи, распад мюонов и то, что впоследствии стало его специальностью — нейтрино. Он переехал в Великобританию в 1949 году, где работал в Исследовательском институте атомной энергии в Харвелле.
После бегства в Советский Союз в 1950 году работал в Объединенном институте ядерных исследований (ОИЯИ) в Дубне. В 1959 году предложил использовать хлор для обнаружения нейтрино, поскольку электронное нейтрино (ν
e) и мюонное нейтрино (ν
μ) — разные частицы. Солнечные нейтрино были обнаружены в ходе эксперимента Хоумстейка, но обнаружено было лишь от одной трети до половины предсказанного числа, что получило название проблема солнечных нейтрино, которую он решил с помощью процесса нейтринных осцилляций. Существование осцилляций подтвердилось в эксперименте Супер-Камиоканде в 1998 году. В 1958 году он также предсказал, что сверхновые будут создавать интенсивные вспышки нейтрино, что было обнаружено в 1987 году как результат сверхновой SN1987A.

## Биография

### Образование
Бруно Понтекорво родился 22 августа 1913 года в Марина-ди-Пиза и был четвёртым из восьми детей в богатой еврейской семье — из Рима по отцовской линии и из Мантуи со стороны матери. Его родители — Массимо Понтекорво и Мария Понтекорво (урождённая Марони) — были одними из самых состоятельных членов еврейской общины города (Массимо Понтекорво вместе с братьями управлял основанной их отцом Пеллегрино Понтекорво сетью текстильных фабрик). После смерти Пелегрино Понтекорво в 1916 году и до 1937 года Массимо Понтекорво стал совладельцем трёх текстильных фабрик, на которых работало более 2000 человек. Отец Марии Понтекорво, Арриго Марони (1852—1924), родившийся в Мантуе, был главврачом больницы Фатебенефрателли в Милане; двоюродной сестрой Марии Понтекорво была известный зоолог Элиза Гурриери-Норса (1868—1939).
В «Una nota autobiografica» Понтекорво пишет о себе: «Родился я в Пизе в 1913 году в благополучной многодетной семье: отец — промышленник, мать — дочь врача, пять братьев и три сестры, из которых наиболее известны биолог Гвидо и кинорежиссёр Джилло». Его старший брат Гвидо, родившийся в 1907 году, стал генетиком. Другой старший брат Паоло, родившийся в 1909 году, стал инженером, работавшим на радаре во время Второй мировой войны. Его старшая сестра Джулиана родилась в 1911 году, младший брат Джилло родился в 1919 году и наиболее известен как режиссёр фильма «Битва за Алжир». У него также было две младшие сестры и брат: Лаура, родившаяся в 1921 году, Анна, родившаяся в 1924 году, и самый младший Джованни, родившийся в 1926 году.
Понтекорво поступил в Пизанский университет, намереваясь изучать инженерное дело, но через два года в 1931 году решил заняться физикой. По совету своего брата Гвидо он решил учиться в Римском университете Ла Сапиенца, где Энрико Ферми собрал группу многообещающих молодых учёных, известную как «ребята с улицы Панисперна» по названию улицы, где находился Институт физики. Тогда там располагался Римский университет. В 18 лет его приняли на третий курс физического факультета. Ферми охарактеризовал Понтекорво как «одного, с научной точки зрения, из самых ярких людей, с которыми я встречался за свою научную карьеру». Как своего самого младшего участника группа прозвала его Куччиоло (Cucciolo), что означает «щенок».
В 1934 году Понтекорво внёс свой вклад в знаменитый эксперимент Ферми, показавший свойства медленных нейтронов, который проложил путь к открытию деления ядра. Имя Понтекорво было включено в патент «Увеличение производства искусственной радиоактивности с помощью нейтронной бомбардировки». 1 ноября 1934 года он был назначен временным ассистентом в Королевском физическом институте и Римском университете, а 7 ноября он был указан как соавтор вместе с Ферми и Разетти знаковой статьи о медленных нейтронах, в которой сообщалось, что водород замедляет нейтроны сильнее, чем тяжёлые элементы, и что медленные нейтроны легче поглощаются. Итальянский патент на этот процесс был выдан в октябре 1935 года на имя Ферми, Понтекорво, Эдоардо Амальди, Франко Разетти и Эмилио Сегре. Патент США был выдан 2 июля 1940 года.

### Ранняя карьера
В феврале 1936 года Понтекорво покинул Италию и переехал в Париж, чтобы работать в лаборатории Ирен и Фредерика Жолио-Кюри в Коллеж де Франс, получив годовую стипендию для изучения эффектов столкновений нейтронов с протонами и электромагнитных переходов между изомерами. В этот период под влиянием своего двоюродного брата Эмилио Серени он принял идеалы коммунизма, которым оставался верным до конца своей жизни. Он завязал отношения с Хелен Марианной Нордблом, шведкой, работающей в Париже няней. То ли из-за его отношений с Марианной, его интересной работы над изомерами или ухудшения политической ситуации в Италии, в 1937 году он отказался от возможности подать заявку на постоянную должность в Римском университете, чтобы остаться в Париже.
Марианна переехала к Понтекорво в отель Hôtel des Grands Hommes на площади Пантеона 4 января 1938 года. 30 июля у них родился сын Джиль (Gil). Срок действия её визы истёк, и в сентябре ей пришлось вернуться в Швецию. Понтекорво сопровождал её, оставив Джиля в детском саду в Париже. Вернувшись в Париж один, он пообедал с Манне Зигбаном и встретился с Нильсом Бором и Лизе Мейтнер 12 октября 1938 года. Понтекорво теперь не мог вернуться в Италию из-за расовых законов фашистского режима против евреев. Это привело к распаду группы ребят с улицы Панисперна, и Ферми переехал в Соединённые Штаты. Семья Понтекорво также разошлась. Гвидо переехал в Великобританию в 1938 году, за ним последовали Джованни, Лаура и Анна в 1939 году, а Джилло присоединился к Понтекорво в Париже.
Работая в сотрудничестве с французским физиком Андре Лазаром в лаборатории Жолио-Кюри в Иври-сюр-Сен, Понтекорво открыл то, что Фредерик Жолио-Кюри назвал «ядерной фосфоресценцией»; испускание рентгеновских лучей, когда нейтроны и протоны возбуждаются и возвращаются в основное состояние. Он также обнаружил, что некоторые изомеры не превращаются в другие элементы при радиоактивном распаде. Это расширило возможности их использования в медицинских целях. За это новаторское исследование Понтекорво получил стипендию Кюри-Карнеги и финансирование своей работы от Французского национального центра научных исследований.

### Вторая мировая война

#### Побег из Франции
В июне 1939 года Понтекорво подал заявление на получение визы для посещения Швеции, но его заявление было отклонено. 23 августа пришло известие о пакте Молотова — Риббентропа. На следующий день он вступил в Коммунистическую партию Франции, что подтвердило его личную веру в Советский Союз. Марианна воссоединилась с ним в Париже 6 сентября 1939 года, через три дня после объявления Великобританией и Францией войны Германии в ответ на вторжение Германии в Польшу, положившее начало Второй мировой войне в Европе. Они поженились 9 января 1940 года.
Когда в мае 1940 года немцы приблизились к городу, они решили уйти. Хотя британцы предложили убежище французским учёным-ядерщикам, в том числе Гансу фон Хальбану и Лью Коварски, они считали Понтекорво «нежелательным». К счастью, Сегре предложили работу в Талсе, штат Оклахома, от двух европейских эмигрантов, которые искали эксперта по нейтронной физике. Сегре отклонил предложение, посколько у него уже была хорошая работа в Калифорнийском университете, но рекомендовал Понтекорво.
2 июня 1940 года он проводил Марианну и Джиля со своим имуществом в поезде в Тулузу, где жила его сестра Джулиана со своим мужем Дуччио Табетом. 13 июня, всего за день до того, как немцы вошли в Париж, Понтекорво, его брат Джилло, двоюродный брат Эмилио Серени и Сальвадор Лурия отправились на велосипедах в Тулузу. Им потребовалось десять дней, чтобы добраться до Тулузы. Лурия отправился в Марсель, откуда в итоге пробился в Соединённые Штаты. Понтекорво, Марианна, Джиль, Джулиана и Табет сели в поезд, который доставил их в Лиссабон через Мадрид 19 июля 1940 года. Обе женщины были беременны. У Марианны случился выкидыш, и она была едва ли готова к путешествию, но, тем не менее, 9 августа 1940 года села на борт лайнера «Кванза», направлявшегося с беженцами в Соединённые Штаты. Обе женщины страдали морской болезнью. 19 августа 1940 года корабль достиг Нью-Йорка, где они остановились у его брата Паоло. Там он посетил Ферми в его новом доме в Леонии, штат Нью-Джерси. Родителям Понтекорво в это время удалось нелегально переправиться в Швейцарию.

#### Разведка в Оклахоме
В Талсе Понтекорво пошёл работать на двух европейских мигрантов, Якова «Джейка» Нойфельда и Сержа Александровича Щербатского, которые основали компанию под названием «Well Surveys» на средства, предоставленные Standard Oil. Их идея заключалась в том, чтобы применить ядерную физику для поиска полезных ископаемых. Прибор гамма-излучения успешно анализировал обнажения горных пород. Вдохновлённые работой, проделанной в Италии и Франции, они пришли к выводу, что нейтроны, не имеющие электрического заряда, могут обнаруживать различные элементы под поверхностью, вызывая радиоактивность на камнях. В лице Понтекорво у них был появился необходимый эксперт.
Понтекорво создал источник нейтронов, используя радий и бериллий, как это сделали ребята с улицы Панисперна, с парафином в качестве замедлителя нейтронов, и измерил поглощение различных минералов, используя методы, разработанные Ферми и Амальди. К июню 1941 года у него было устройство, которое могло различать сланец, известняк и песчаник, а также наносить на карту переходы между ними. Этот метод можно считать первым практическим применением открытия медленных нейтронов, и десятилетия спустя он всё ещё будет использоваться для каротажа скважин. Он подал четыре патента на своё оборудование.
К концу 1941 года у Понтекорво возникли трудности с получением необходимых ему радиоизотопов. Без его ведома Манхэттенский проект, попытка создания атомной бомбы во время войны, монополизировал рынок. Пытаясь получить их, он встретился с Ферми, фон Хальбаном и Джорджем Плачеком в Нью-Йорке в апреле 1942 года. Ему не удалось обеспечить необходимые поставки, но Ферми неожиданно проявил большой интерес к деятельности компании «Wells Surveys».

#### «Tube Alloys»
Встреча с Ферми не принесла никаких поставок, но в результате Понтекорво получил предложение от фон Халбана и Плачека присоединиться к команде «Tube Alloys» в Монреальской лаборатории в Канаде. Сэр Эдвард Эпплтон выразил некоторую обеспокоенность по поводу его назначения, но не из-за политических убеждений Понтекорво, а из-за того факта, что он не был гражданином Великобритании, и над проектом «Tube Alloys» уже работало большое количество иностранных учёных. В конечном итоге Эпплтона убедили репутация Понтекорво и тот факт, что хороших физиков не хватало. Понтекорво был официально назначен в «Tube Alloys» 15 января 1943 года и прибыл в Монреаль со своей семьей 7 февраля 1943 года. Команда Монреаля разработала ядерный реактор, использующий тяжёлую воду в качестве замедлителя нейтронов, но ей не хватало необходимого количества тяжелой воды. В августе 1943 года Черчилль и Рузвельт заключили Квебекское соглашение, которое привело к возобновлению сотрудничества между Соединёнными Штатами и Великобританией, включив лабораторию «Tube Alloys» в Манхэттенский проект.

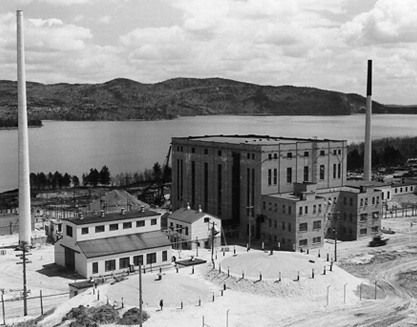
Здания NRX и ZEEP на реке Мел в 1945 году. NRX какое-то время был самым мощным исследовательским реактором в мире.

Джон Кокрофт стал директором Монреальской лаборатории в 1944 году. Из соображений безопасности он решил построить реактор в отдалённых лабораториях Чок-Ривер. Присматриваясь к послевоенной ядерной программе, он поручил Понтекорво и Алану Нанну Мэю «допросить» учёных Манхэттенского проекта, посетивших Канаду, на практике шпионивших в пользу Британии. К сожалению, Нанн Мэй также был советским шпионом. Второй сын Понтекорво родился 20 марта 1944 года и был назван Тито в честь югославского коммунистического лидера. Третий сын, Антонио, родился в июле 1945 года. Из-за поставок тяжёлой воды из США 5 сентября 1945 года реактор в Чок-Ривер, известный как ZEEP, вошёл в критическое состояние. Помимо проектирования реакторов, Понтекорво также изучал космические лучи, распад мюонов и то, что впоследствии стало его навязчивой идеей — нейтрино. Он написал 25 статей, посвящённых конструкции реакторов, но были опубликованы только две. Вместе со своей старой фирмой он также занимался разведкой месторождений урана недалеко от Порт-Радиума на Северо-Западных территориях.
Физики пользовались большим спросом после окончания войны в августе 1945 года, и Понтекорво получил привлекательные и выгодные предложения от нескольких университетов США. Вместо этого 21 февраля 1946 года он принял предложение Кокрофта присоединиться к Британскому исследовательскому институту атомной энергии (AERE). В настоящее время он оставался в Чок-Ривер для ввода в эксплуатацию нового реактора NRX в 1947 году. Он был одним из четырёх физиков, присутствовавших в диспетчерской при запуске NRX в ночь с 21 на 22 июля 1947 года. В то время поток нейтронов у него в пять раз превышал поток нейтронов любого другого реактора, и он был самым мощным исследовательским реактором в мире. Он получил прозвище «Рамон Новарро» в честь актера с таким именем после приключения, в котором он совершил поездку в Бостон с двумя женщинами, кульминацией которой стало то, что Марианна очистила банковский счёт и уехала в Банф с детьми; но они помирились. Хотя ранее он предпринимал шаги, чтобы стать гражданином Соединённых Штатов, вместо этого 7 февраля 1948 года он стал подданным Великобритании. Наконец 24 января 1949 года он отбыл из Чок-Ривер в Соединённое Королевство.

### Бегство
В Харвелле Понтекорво продолжал участвовать в проектах по проектированию реакторов. В качестве члена Руководящего комитета по энергетике (PSC) он участвовал в обсуждениях производства и использования расщепляющихся материалов, а также материалов, используемых при строительстве реакторов. В 1949 году другие ребята с улицы Панисперна, особенно Эмилио Сегре, начали настаивать на патентах, касающихся поведения медленных нейтронов, которые лежали в основе конструкции ядерного реактора и ядерного оружия. Поэтому Американское Федеральное бюро расследований (ФБР) начало изучать их биографию. В своих файлах Манхэттенского проекта 1943 года он отметил, что братья и сестры Понтекорво Джулиана, Лаура и Джилло были коммунистами, и что Понтекорво и Марианна, вероятно, тоже были коммунистами, и сообщили об этом МИ-5 в Великобритании и Киму Филби из МИ-6 в Вашингтоне, округ Колумбия.
В феврале 1950 года коллега Понтекорво по Харвеллу Клаус Фукс был арестован за шпионаж, и AERE начала относиться к безопасности более серьёзно, и Понтекорво был опрошен Генри Арнольду, офицеру службы безопасности AERE. Хотя у Арнольда не было доказательств того, что Понтекорво был советским шпионом, он чувствовал, что представляет угрозу безопасности, и рекомендовал перевести его на должность, где у него не было доступа к совершенно секретным материалам. Герберт Скиннер предложил Понтекорво подать заявку на вновь созданную профессорскую должность в Ливерпульском университете, где Скиннер возглавлял кафедру экспериментальной физики Лайона Джонса. В июне 1950 года эту должность предложили Понтекорво.
1 сентября 1950 года, во время отпуска в Италии, Понтекорво внезапно вылетел из Рима в Стокгольм со своей женой и тремя сыновьями, не предупредив друзей и родственников. 2 сентября советские агенты помогли ему проникнуть в Советский Союз из Финляндии. Его внезапное исчезновение вызвало большую обеспокоенность многих западных спецслужб, особенно Великобритании, Канады и США, которые были обеспокоены утечкой атомных секретов в Советский Союз, а также Финляндии и Швеции, через которые Понтекорво и Марианна им было разрешено путешествовать без действительных паспортов и виз.
В 1952 году потенциальная роль Понтекорво в передаче ядерных секретов России обсуждалась в американских газетах.
По словам Олега Гордиевского, самого высокопоставленного офицера КГБ, когда-либо дезертировавшего, и Павла Судоплатова, бывшего заместителя директора внешней разведки Советского Союза, Понтекорво был советским шпионом. Однако Судоплатов ошибочно идентифицировал Понтекорво как шпиона под кодовым именем Млад, который теперь известен как Тед Холл. Хотя Понтекорво всегда отрицал, что работал над ядерным оружием в Канаде, Великобритании или Советском Союзе, он никогда не подтверждал и не отрицал, что был шпионом. Фактические доказательства против него были неубедительными. Фрэнк Клоуз отметил, что чертежи канадского реактора NRX попали в Советский Союз, а Лона Коэн получила образец урана из NRX после того, как он начал работу в 1947 году. Нанн Мэй не мог быть виновником, поэтому главным подозреваемым является Понтекорво. В СССР Понтекорво был встречен с почестями и наделён привилегиями, доступными только советской номенклатуре. До своей смерти он работал в нынешнем Объединенном институте ядерных исследований (ОИЯИ) в Дубне, полностью сосредоточившись на теоретических исследованиях частиц высоких энергий и продолжая исследования нейтрино и распада мюонов. За свои исследования он был удостоен Сталинской премии в 1953 году, членства в Коммунистической партии Советского Союза в 1955 году и Академии наук Советского Союза в 1958 году, а также двух орденов Ленина. За работы по слабому взаимодействию в 1964 году он был удостоен Ленинской премии. В 1950 году у него завязался роман на всю жизнь с Родам Амирэджиби, женой поэта Михаила Светлова. В 1955 году он появился публично на пресс-конференции, где объяснил миру мотивы своего решения покинуть Запад и работать в Советском Союзе. В результате 24 мая 1955 года Великобритания лишила его британского гражданства. Понтекорво не разрешали покидать Советский Союз в течение многих лет; его первая поездка за границу состоялась в 1978 году, когда он поехал в Италию на празднование 70-летия Амальди. После этого он часто ездил в Италию и время от времени посещал другие страны. Франция отказала ему в разрешении на визит в 1982 и 1984 годах, но смягчила свою политику в 1989 году.

### Дальнейшая жизнь
Научная работа Понтекорво полна потрясающих интуиций, некоторые из которых стали вехами в современной физике. Во многом это связано с нейтрино, субатомной частицей, впервые теоретически предложенной Вольфгангом Паули в 1930 году для объяснения потери энергии, которая высвобождается во время бета-распада, чтобы не нарушался закон сохранения энергии. Ферми назвал его нейтрино, что по-итальянски означает «маленький нейтральный», и в 1934 году предложил свою теорию бета-распада, которая объясняла, что электроны, вылетающие из ядра, создаются в результате распада нейтрона на протон, электрон и нейтрино. Первоначально считалось, что нейтрино невозможно обнаружить, но в 1945 году Понтекорво заметил, что нейтрино, поражающее ядро хлора, может превратить его в нестабильный аргон-37, который с периодом полураспада 34 дней после реакции К-захвата испускает оже-электрон с энергией 2,8 кэВ, позволяющий его прямое обнаружение
ν + 37
Cl → e−
 + 37
Ar

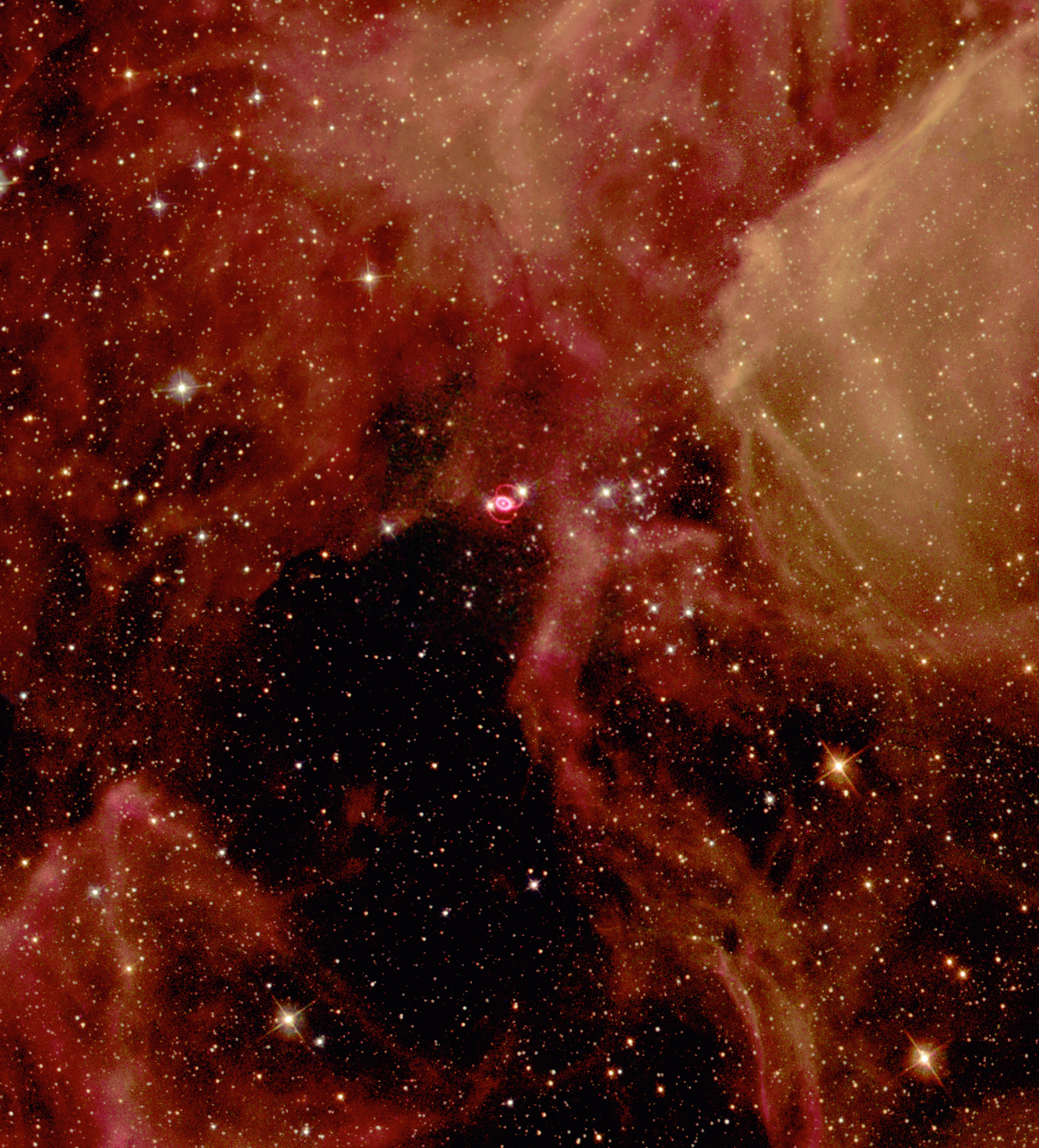
Сверхновая SN1987A (яркий объект в центре), фотография космического телескопа Хаббл.

В статье Понтекорво 1945 года написал, что идея использования тетрахлорметана (CCl4) принадлежит французскому физику Жюлю Герону. Эксперименты проводились в Чок-Ривер с использованием NRX в качестве источника нейтрино, но оказались безуспешными и были прекращены в 1949 году, после отъезда Понтекорво. Эксперимент оказался неудачным, поскольку в то время было неизвестно, что ядерные реакторы производили антинейтрино вместо нейтрино. В ходе так называемого нейтринного эксперимента Коуэна-Рейнса Фредерик Райнс и Клайд Коуэн обнаружили антинейтрино в 1955 году, за что Райнс получил Нобелевскую премию по физике в 1995 году.
Идея была вновь подхвачена при поисках солнечных нейтрино. Теоретически Солнце производило нейтрино в ходе реакций ядерного синтеза. Понтекорво поблагодарил за эту идею Мориса Прайса. Самая распространённая — протон-протонная цепная реакция, в которой водород синтезируется с образованием гелия, в результате чего образуются нейтрино, энергия которых недостаточна для взаимодействия с хлором. Однако гораздо менее распространённый цикл CNO, который производит углерод, азот и кислород, делает это. В конце 1960-х годов Рэй Дэвис и Джон Н. Бахколл обнаружили солнечные нейтрино в эксперименте Хоумстейк, за который Дэвис был удостоен Нобелевской премии по физике в 2002 году. Этот эксперимент был первым, в котором удалось успешно обнаружить и подсчитать солнечные нейтрино, но количество обнаруженных нейтрино составляло от одной трети до половины предсказанного числа. Это несоответствие получило название проблема солнечных нейтрино. Какое-то время учёные допускали ужасную возможность того, что Солнце могло сгореть.
Проблема уже была решена Понтекорво в 1968 году. В 1959 году проектировался мощный ускоритель (который так и не был построен), и он начал рассматривать эксперименты, которые можно было бы провести на нём. Он задумал проект по исследованию мюонов. Джулиан Швингер предположил, что частицы испытывают слабое взаимодействие посредством обмена W-бозонами. W-бозон не был открыт до 1983 года, но проблема возникла сразу же. Джеральд Фейнберг отметил — это подразумевает, что должны произойти некоторые взаимодействия, которые никогда не наблюдались, но признал, что это верно только в том случае, если нейтрино, связанные с электронами, были такими же, как те, которые связаны с мюонами.
В статье 1959 года Понтекорво перечислил 21 возможную реакцию с участием нейтрино и отметил, что некоторые из них не могли бы произойти, если бы не электронное нейтрино (ν
e) и мюонное нейтрино (ν
μ) были одной и той же частицей. (Таким образом, неспособность обнаружить эти реакции была бы свидетельством существования двух типов нейтрино.) В этой статье было введено обозначение нейтрино, которое мы используем сегодня, и перечислены причины, по которым он считал, что наличие двух типов нейтрино было «привлекательно с точки зрения симметрии и классификации частиц». Предсказание о том, что нейтрино, связанные с электронами, отличаются от нейтрино, связанных с мюонами, было подтверждено в 1962 году. В 1988 году Джек Стейнбергер, Леон М. Ледерман и Мелвин Шварц были удостоены Нобелевской премии по физике за открытие мюонного нейтрино.

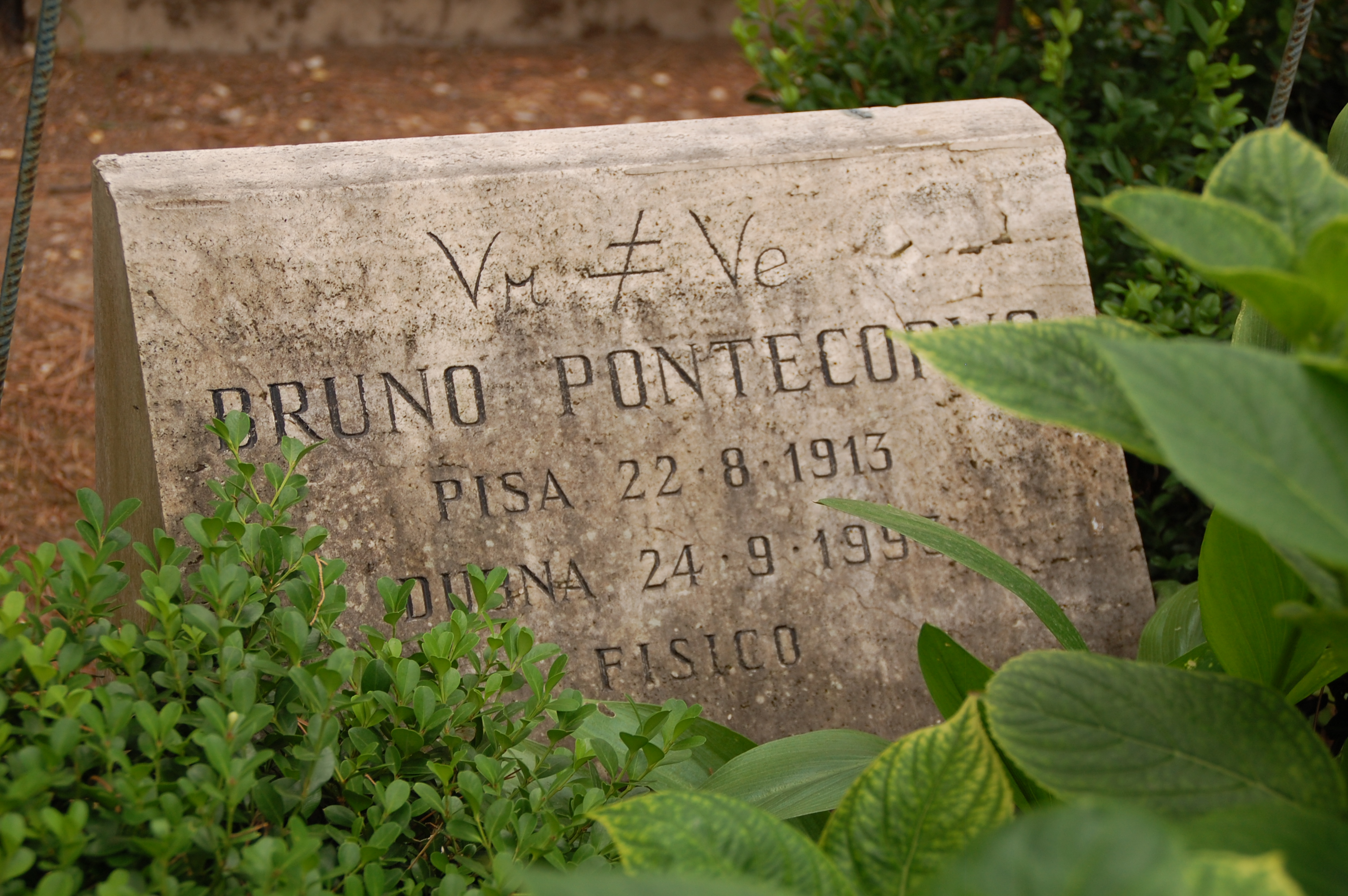
Надгробие на могиле Понтекорво на кладбище Cimitero Acattolico в Риме.

Решение Понтекорво проблемы солнечных нейтрино включало идею, которую он впервые рассмотрел в 1957 году и развивал в течение следующего десятилетия. Идея заключалась в том, что нейтрино могут превращаться в другие типы нейтрино — явление, известное как нейтринные осцилляции. Где-то между Солнцем и Землей электронные нейтрино могут превратиться в мюонные нейтрино. Важным моментом было то, что для этого нейтрино не могли иметь нулевую массу и, следовательно, не могли двигаться со скоростью света. Существование колебаний было окончательно установлено экспериментом Супер-Камиоканде в 1998 году и позже подтверждено в других экспериментах.
Это предсказание было отмечено Нобелевской премией по физике 2015 года, присужденной Такааки Кадзите и Артуру Б. Макдональду «за открытие нейтринных осцилляций, которые показывают, что нейтрино имеют массу». Понтекорво также предсказал в 1958 году, что сверхновые будут испускать интенсивные вспышки нейтрино. Немногие учёные были более взволнованы, когда нейтринные детекторы обнаружили сверхновую SN1987A.
Понтекорво умер в Дубне 24 сентября 1993 года от болезни Паркинсона. По его желанию половина его праха была захоронена на протестантском кладбище в Риме, а другая половина — в Дубне в России. В 1995 году в знак признания его научных заслуг Объединённым институтом ядерных исследований была учреждена престижная премия Понтекорво. Премия, ежегодно присуждаемая отдельному учёному, признается «наиболее значимыми исследованиями в области физики элементарных частиц», по признанию международного научного сообщества. В 2006 году Московское историческое общество «Москультпрог» повесило мемориальную доску на 9 доме на Тверской улице в Москве, где проживал Понтекорво.

## Семья
- Дед — Пеллегрино Абрамо Понтекорво (1841, Рим — 1916, там же)[11], крупный промышленник, основатель сети текстильных фабрик в Пизе (куда он перевёз семью в 1881 году)[111], кавалер ордена Трудовых заслуг[112][113]; с 1867 года был женат на Джудитте Понтекорво (в девичестве Тальякоццо[114], 1849—1921)[115]. Другой дед, Арриго Марони (1852, Мантуя — 1924, Милан)[13][116], был главврачом больницы Фатебенефрателли[итал.] в Милане; был женат на Агнезе Финци.
- Родители — Давиде Джино Массимо Понтекорво (13 декабря 1877, Рим — 24 октября 1958, Милан)[117], промышленник, и Мария Эсмеральда Марони (24 мая 1884, Милан — 1975)[118]. Двоюродной сестрой матери была зоолог Элиса Гурриери-Норса (1868—1939)[119][120].
- Братья — Гвидо Пеллегрино Арриго Понтекорво (1907—1999), британский генетик, профессор Университета Глазго; Паоло (Пол Джейкоб) Понтекорво (1909—2004), инженер, жил в Уэйланде (штат Массачусетс)[121]; Джильберто (Джилло) Понтекорво (1919—2006), итальянский кинорежиссёр-документалист; Джиованни Давид Марони (1926—1997), жил в Уэртинге; сёстры — Джулиана Табет (1911—1995); Лаура Понтекорво Коппа (1921—2011); Анна Понтекорво-Ньютон (1924—2016), учительница в Великобритании[122].
- Жена (с 1938 года) — Хелена Марианна Понтекорво (урождённая Нордблом (англ. Helena Marianna Nordblom; 5 июля 1917, Стокгольм — 1995), шведка по происхождению, окончила Сорбонну.
  - Сыновья — Джиль (род. 1938), физик; Тито (род. 1944), океанолог и предприниматель; Антонио (род. 1945), выпускник РГУ нефти и газа им. И. М. Губкина (1970). Тито живёт в США (штат Техас), занимается разведением скакунов[123], Джиль и Антонио — в Дубне, на улице Понтекорво. Внук Александр живёт в Москве. Джиль Брунович Понтекорво — доктор физико-математических наук (2010)[124], ведущий научный сотрудник лаборатории ядерных проблем ОИЯИ.
- Гражданский брак — Родам Ираклиевна Амирэджиби (1918—1994)[125][126][127], сценаристка документального кино[128], сестра грузинского писателя Чабуа Амирэджиби[129]; в первом браке была замужем за поэтом Михаилом Светловым.
- Двоюродные братья — Энцо Серени[итал.] (1905—1944)[11][12], публицист-сионист, один из основателей кибуца Гиват-Бренер, был арестован после десантирования на севере Италии в 1944 году, погиб в концентрационном лагере Дахау; Эмилио Серени (1907—1977), публицист-марксист, партизан, видный член Итальянской коммунистической партии, специалист по аграрному вопросу в марксизме, политический и государственный деятель; его дочь от брака с публицистом-антифашистом Ксенией Зильберберг[130], — писатель и переводчик Клара Серени[итал.] (1946—2018)[5].

## В литературе и искусстве
- Книги о Бруно Понтекорво: «Долгий холод» Мириам Мафай, «Дело Понтекорво» Симон Турчетти, «Мистер нейтрино» Бориса Булюбаша, «Half-Life: The Divided Life of Bruno Pontecorvo, Physicist or Spy» Frank Close (ISBN 978-0-465-06998-9).
- Бруно Понтекорво упоминается в песне «Марш физиков»[131] Владимира Высоцкого.
- Телефильм Т. Маловой из серии «Гении и злодеи» «Бруно Понтекорво. Мистер „Нейтрино“» (2012, 26 мин.).
- Телефильм Владимира Мелетина «Случай Понтекорво» (Телеканал «Культура», 2022, 45 мин.).
- М. Г. Сапожников, Жизнь и идеи Бруно Понтекорво, Москва, изд. «Эксмо», 2021 г., ISBN 978-5-600-03138-8, 328 с.
- В. И. Арнольд вспоминал:

Докладчик рассказал о происшествии, случившемся с Понтекорво много лет назад. Блуждая по окрестностям Дубны, Понтекорво заблудился, но к вечеру нашёл трактор, и тракторист взялся его подвезти. Желая быть любезным, тракторист спросил, чем именно Бруно занимается в Институте. Тот честно ответил «нейтринной физикой» (одним из создателей которой Понтекорво стал уже в 30-е годы). Тракторист вежливо сказал:
— Вы хорошо говорите по-русски, но всё же есть некоторый акцент. Физика не нейтринная, а нейтронная!
Рассказывая в Италии об этом происшествии, Бруно добавлял:
— Надеюсь, я доживу до времени, когда уже никто не будет путать нейтроны с нейтрино!
Комментируя этот рассказ, докладчик заметил:
— Теперь, хотя Бруно до этого не дожил, его предсказание, пожалуй, сбылось: сегодня люди ничего не знают не только о нейтрино, но и о нейтроне!— В. И. Арнольд
- В 2006 году в Москве на доме № 9 по Тверской улице, где с 1950 по 1993 жил Б. Понтекорво, активистами проекта Москультпрог установлена неофициальная мемориальная доска (инициатор — историк Сергей Никитин)[133].
- В сентябре 2013 года в Дубне (на аллее Высоцкого) был установлен памятник Понтекорво (скульптор Дмитрий Ярмин).

## Награды
- Два ордена Ленина (1963, 1973)
- Орден Октябрьской Революции (1983)
- Три ордена Трудового Красного Знамени (1958, 1962, 1975)
- Сталинская премия II степени (1953) — «за экспериментальные исследования элементарных взаимодействий нуклонов с нуклонами и К-мезонами, выполненные на установке „М“ Гидротехнической лаборатории»[134][135]
- Ленинская премия (1963)
- Медаль «За доблестный труд. В ознаменование 100-летия со дня рождения В. И. Ленина» (1970)

Среди прочих наград — медаль Этвеша и премия «Золотой дельфин» родного города Пиза.